# Chilcano (bebida)
El chilcano es un cóctel tradicional peruano que se prepara sobre la base del pisco, jugo de limón y refresco de soda. Sería una adaptación del «gin con gin».
Las referencias más antiguas datan de inicios del siglo XX, en el texto Cómo era una jarana en el Cercado allá por el año 1900 escrito por Eudocio Carrera Vergara. El trago habría perdido popularidad durante la primera mitad del siglo XX para luego volver a ser popular en la década de 1950. Actualmente se ha incrementado su consumo frente a otros cócteles preparados con pisco por la facilidad de su preparación y el bajo costo que implica.

## Preparación
Se utiliza un vaso largo o Long Drink de ocho onzas aproximadamente donde, primero, se vierte hielo y unas 4 gotas de amargo de angostura; luego se echan 4 onzas de pisco (o guinda) o hasta que flote el hielo, jugo de limón al gusto, y se completa con ginger ale. Opcionalmente se puede agregar un dash (chorrito) de jarabe de goma, si es que no se desea tan "seco" el chilcano.
Otra forma de preparación, aparentemente de origen colonial, prescinde del refresco de soda y emplea una tisana de hierbas aromáticas (romero, tomillo, manzanilla, salvia, hierba buena y anís).
Por su preparación y presentación, el chilcano se asemejaría al Guaro sour, un trago elaborado en Costa Rica aunque este utiliza licor de caña de azúcar por su agradable sabor.